# Boden des Jahres
Der Boden des Jahres wurde erstmals anlässlich des alljährlichen Weltbodentags am 5. Dezember 2004 für das Jahr 2005 vorgestellt. Durch die Aktion soll die Bedeutung des Bodens für die Menschen und seine Schutzwürdigkeit vermittelt werden. Sie findet in Deutschland, Österreich und der Schweiz statt. Seit 2024 ernennt außerdem die International Union of Soil Sciences (IUSS) den World Soil of the Year.

## Zielsetzung
Böden sind durch menschliche Tätigkeit weltweit in ihrer Funktionalität bedroht. Allerdings werden Böden im Gegensatz zum Arten-, Luft- und Wasserschutz in Politik, öffentlicher Meinung und Naturschutz kaum beachtet. Dabei treten Bodenschäden wie Versauerung, Erosion oder Versiegelung in Mitteleuropa genauso auf, wie in anderen Teilen der Welt. Und diese Schäden sind besonders gravierend, denn im Gegensatz zu Luft- und Gewässerverunreinigungen, die über Reinigungssysteme relativ kurzfristig reversibel sind, sind die meisten Bodenschäden schwer umkehrbar bis irreversibel. Auch wenn sich in den letzten Jahren die Versiegelung neuer Flächen etwas verlangsamt hat, von rund 80 ha pro Tag im Jahr 2011 auf 40 ha pro Tag im Jahr 2020, ist das Problem nach wie vor gravierend. Außerdem sind hierzulande, weitgehend unbemerkt von der Öffentlichkeit, 50 % der Ackerfläche erosionsgefährdet.
Das mangelnde Interesse mag zum einen daran liegen, dass Bodenschäden meist schleichend und unauffällig sind. Prozesse, die nur über Jahrzehnte sichtbare Veränderungen bewirken, fallen der Öffentlichkeit nicht weiter auf. Auf der anderen Seite steht mangelndes Wissen. Böden werden als solche in Schulen und Medien kaum beachtet. Nach dem Prinzip „man schützt nur, was man kennt“ wird daher seit einigen Jahren vermehrt versucht die Bedeutung und Gefährdung von Böden populärer zu machen. Die Aktion „Boden des Jahres“ mit Informationen zu den jeweiligen Böden wird zu diesem Zweck seit 2005 durchgeführt.

## Organisation
Die Aktion wurde 2004 von der Deutschen Bodenkundlichen Gesellschaft (DBG) und dem Bundesverband Boden (BVB) initiiert, Ende 2007 schloss sich die Österreichische Bodenkundliche Gesellschaft (ÖBG) dem Trägerkreis an. Mittlerweile gehört auch der Ingenieurtechnische Verband für Altlastenmanagement und Flächenrecycling dazu. Die Aktion wird darüber hinaus vom Umweltbundesamt unterstützt. Ausgewählt wird der Boden des Jahres vom Kuratorium Boden des Jahres, das sich aus Vertretern/-innen der beteiligten Institutionen zusammensetzt; dessen Sprecher ist Gerhard Milbert, der lange als Bodenexperte am Geologischen Landesamt Nordrhein-Westfalen tätig war; vor ihm war Monika Frielinghaus vom Leibniz-Zentrum für Agrarlandschaftsforschung (ZALF) in Müncheberg Sprecherin des Kuratoriums. Seit 2011 wird auch eine Aktion „Boden des Jahres“ durch die Bodenkundliche Gesellschaft der Schweiz (BGS/SSP) durchgeführt,  unabhängig von der Deutschen und Österreichischen Bodenkundlichen Gesellschaft, aber im Kontakt mit diesen.
Die Böden des Jahres werden der Öffentlichkeit jeweils in Fachzeitschriften und in einem Flyer vorgestellt, der Informationen über die Entstehung, Eigenschaften, Verbreitung und Gefährdungen des jeweiligen Bodentyps bzw. der Gruppe von Böden enthalten. Neben den Flyern über den jeweiligen Boden des Jahres gibt es noch einen allgemeinen Flyer, in dem die Aktion „Boden des Jahres“ vorgestellt wird und der Wissenswertes über Böden kurz und leicht verständlich zusammenfasst.

## Bisherige Böden des Jahres
(Quellen siehe Projektseite unter Weblinks)
| Jahr | Deutscher Name         | Bezeichnung nach WRB                                                                                     |
| ---- | ---------------------- | --- |
| 2005 | Schwarzerde            | Chernozem oder Phaeozem                                                                                  |
| 2006 | Fahlerde               | Albeluvisol (seit 2014 Retisol) oder Albic Luvisol                                                       |
| 2007 | Podsol                 | Podzol                                                                                                   |
| 2008 | Braunerde              | Cambisol oder Brunic Arenosol                                                                            |
| 2009 | Kalkmarsch             | Fluvisol oder Gleysol                                                                                    |
| 2010 | Stadtböden             | Technosols                                                                                               |
| 2011 | Vega                   | Fluvic Cambisol                                                                                          |
| 2012 | Niedermoor             | Rheic Histosol                                                                                           |
| 2013 | Plaggenesch            | Plaggic Anthrosol                                                                                        |
| 2014 | Weinbergsböden         | Keine direkte Entsprechung in der WRB. Die Bezeichnung beschreibt lediglich eine Nutzungsart.            |
| 2015 | Stauwasserboden        | Planosol oder Stagnosol                                                                                  |
| 2016 | Grundwasserboden       | Gleysol                                                                                                  |
| 2017 | Gartenboden            | Hortic Anthrosol                                                                                         |
| 2018 | Alpiner Felshumusboden | Folic Histosol oder Suprafolic Leptosol                                                                  |
| 2019 | Kippenboden            | Regosol                                                                                                  |
| 2020 | Watt                   | Gleysol mit Tidalic Qualifier                                                                            |
| 2021 | Lössboden              | Keine direkte Entsprechung in der WRB. Die Bezeichnung beschreibt ein Ausgangsmaterial der Bodenbildung. |
| 2022 | Pelosol                | Vertisol                                                                                                 |
| 2023 | Ackerboden             | Keine direkte Entsprechung in der WRB. Die Bezeichnung beschreibt lediglich eine Nutzungsart.            |
| 2024 | Waldboden              | Keine direkte Entsprechung in der WRB. Die Bezeichnung beschreibt lediglich eine Nutzungsart.            |
| 2025 | Rendzina               | Leptosol oder Phaeozem                                                                                   |

## World Soil Of The Year
Anlässlich der Abschlusszeremonie des Kongresses zum hundertjährigen Bestehen der International Union of Soil Sciences wurde 2024 erstmals der World Soil of the Year verkündet, für dessen Auswahl später eine eigene Arbeitsgruppe in der IUSS gegründet wurde. Im Unterschied zum deutschen Boden des Jahres wird nicht bloß ein Bodentyp (bzw. eine Referenzbodengruppe), sondern ein geographisch näher bestimmter Boden gewählt.
| Jahr | Bezeichnung nach WRB      | Ort                                            |
| ---- | ------------------------- | ---------------------------------------------- |
| 2024 | Calcic Chernozem          | Bălți-Steppe, Republik Moldau                  |
| 2025 | Oxygleyig Chernic Gleysol | Nationalpark Hortobágy, Karpatenbecken, Ungarn |

## Verwandte Themen
- Die Global Soil Week ist eine unregelmäßig in Berlin stattfindende Konferenz zum Thema Bodenschutz und nachhaltige Bodennutzung.